# Jovem Pan FM São Paulo
Jovem Pan FM São Paulo é uma emissora de rádio brasileira sediada em São Paulo, capital do estado homônimo. Opera no dial FM, na frequência de 100,9 MHz FM, e é uma emissora própria e geradora da Jovem Pan FM. Pertence ao Grupo Jovem Pan, que também controla outras emissoras da Rede Jovem Pan, sendo elas as filiais da Jovem Pan News. Fundada em 1 de julho de 1976 e presidida por Antônio Augusto Amaral de Carvalho Filho, conhecido pelo apelido "Tutinha", hoje é a maior e mais ouvida rede de rádio do Brasil com 88 emissoras por todo o país.